# Mongping
Mongping és un subestat de Lawksawk, situat a la part sud-oriental de Myanmar, a la frontera amb Laikha.
El 1842 fou incorporat a Lawksawk. Vers el 1855 fou donat pel rei de Birmània a Laikha juntament amb Lawksak, però més tard aquest darrer principat es va independitzar i vers el 1886 Mongping va tornar a Lawksawk. Va existir fins al 1959.